# 2005-2006シーズンのスフィアリーグ
2005-2006シーズンのスフィアリーグとは2005年12月から2006年12月まで行われた、芸能人女子フットサルスフィアリーグの記録である。

## リーグ参加チーム
すかいらーくグループシリーズ（後述）等、芸能人女子フットサル公式戦の全てに参加したチーム
- Gatas Brilhantes H.P.（ガッタス ブリリャンチス エイチピー、ハロー!プロジェクト）
- carezza（カレッツァ、サンズエンタテインメント）
- XANADU loves NHC（ザナドゥー ラブズ エヌエイチシー、ホリプロ）※旧チーム名「ホリダシモノ」
- chakuchaku J.b（チャクチャクジェービー、プロシード中心の複数のプロダクションに所属する女性タレントの連合軍）※旧チーム名「CHOOP（シュープ）」←「L.A.ANGEL」
- FANTASISTA（ファンタジスタ、Y・M・O）
- TEAM dream（チームドリーム、エイベックス・エンタテインメント）アイドル歌手グループdreamを中心としたチーム。
- ミスマガジン（講談社）
- 南葛YJシューターズ（ナンカツシューターズ、メディア・モール）※旧チーム名「YJシューターズ」、現チーム名は「南葛シューターズ」
- ASAI RED ROSE（アサイレッドローズ、浅井企画）
- YOTSUYA CLOVERS（ヨツヤクローバーズ、太田プロダクション）
- 蹴竹G（シュウチクジー、松竹芸能）

一部の公式戦に参加したチーム
- Team Good（チームグッド、バーニングパブリッシャーズ）

第1回グッドウィルカップおよび「お台場冒険王“真夏の女王”決定戦」（後述）に参戦。すかいらーくグループシリーズにはFINALのみワンマッチで参戦した（対ASAI RED ROSE戦）。
- 表参道BEAUTY（オモテサンドウビューティー、オスカープロモーション）
- MIX Gatas（ミックスガッタス、リトルガッタスとカントリー娘。のメンバーによる混成チーム）
- サンバガールズ（サンバガールズ、めざましテレビ所属）

すかいらーくグループシリーズには未参戦だが「お台場冒険王“真夏の女王”決定戦」に参戦。

## すかいらーくグループシリーズ
年間を通して6回の大会を行いステージごとに獲得するポイントを争うスフィアリーグの最も中核となる大会。2005〜2006シーズンは松浦勝人→長州小力監督率いるTEAM dreamが年間王者に輝いた。
主催・後援・協賛組織
- 主催
  - （財）東京都サッカー協会（3rdステージを除く）
  - 愛知県サッカー協会（3rdステージ）
  - 東海テレビ（3rdステージ）
  - スフィアリーグ事務局
- 後援
  - （財）日本サッカー協会
  - サンケイスポーツ
- 特別協賛
  - すかいらーくグループ

### スケジュール
| ステージ数         | 開催日               | 会場                       |
| ------------------ | -------------------- | -------------------------- |
| 1stステージ        | 2005年12月15日（木） | 駒沢オリンピック公園体育館 |
| 2ndステージ        | 2006年2月23日（木）  | 駒沢オリンピック公園体育館 |
| 3rdステージ        | 2006年4月6日（木）   | 愛知県体育館               |
| 4thステージ        | 2006年5月11日（木）  | 国立代々木競技場第一体育館 |
| 5thステージ        | 2006年10月17日（火） | 有明コロシアム             |
| ファイナルステージ | 2006年11月30日（木） | 有明コロシアム]            |

- 当初4thステージは大阪で開催する旨予告されていた。それが3rdステージ開催後、4thステージは東京で、5thステージを大阪で行なうように変更された。しかし当初7月開催と予告されていた5thステージはグッドウィルカップの開催に伴って8月に変更され、さらにお台場冒険王フットサル大会の実施に伴い10月に東京で開催されることになり、大阪での大会の開催は無くなった。どうやらこの表に有る通り首都圏のアリーナで開催される事が多く、今後も大阪などで開催される可能性は非常に低い。又、開幕戦と第2戦の駒沢、第5戦と最終戦の有明の様に連続開催する会場も出ている。

プレマッチ
2005〜2006シーズン1stステージのスタートに先立ち「第2回すかいらーくグループCUP〜炎のサバイバルトーナメント〜」が2005年10月20日（木）に駒沢オリンピック公園体育館で行われた。この試合の結果はポイント加算の対象にはならないが、この大会での成績に基づいてスフィアリーグスタート時のトップリーグとリザーブリーグとのチームの振り分けが行われた。
- 大会結果・チームの振り分け
  - トップリーグからスタートしたチーム

Gatas Brilhantes H.P.（優勝）、ミスマガジン（準優勝）
chakuchaku J.b、XANADU loves NHC（準決勝進出）
carezza、TEAM dream（トップグループ残留）
ASAI RED ROSE、YOTSUYA CLOVERS（リザーブリーグからの昇格）
- - リザーブリーグからスタートしたチーム

FANTASISTA、YJシューターズ（トップグループからの降格）
蹴竹G（リザーブリーグ残留）
トップリーグ
トップリーグは上位8チームによるトーナメント方式で行われた。この組み合わせ抽選は開催日当日、観客の前で公開生抽選会を行っていたが、5thステージのみ事前にキャプテンによる抽選に変更された。トーナメント1回戦で敗れた4チームは入れ替え戦に回り、さらにそこで敗れた2チームは次ステージにおいてリザーブリーグの上位2チームと入れ替わる。
リザーブリーグ
リザーブリーグは総当たり戦で行われ、勝利チームに勝点3、引き分けの場合は両チームに勝点1を与え、負けたチームには勝点を与えない。順位は、勝点・得失点差・総得点差・当該チーム同士の対戦成績・抽選の順で決定し、成績上位2チームは次ステージにおいてトップリーグの下位2チームと入れ替わる。
試合方法
決勝戦以外の試合は前半8分、ハーフタイム2分、後半8分のランニングタイムで行い、決勝戦のみ前半10分、ハーフタイム3分、後半10分のランニングタイムで行う。なおタイムアウトはない。トップリーグ（トーナメント）において同点の場合は、各チーム3名によるPK戦を行い、決勝戦においての場合は各チーム5人（3rdステージ以降は準決勝までと同様3名ずつ）によるPK戦を行う。但し、勝敗が決しない場合は、以後サドンデスとし、勝敗が決するまでこれを行う。

### ポイント
チームポイントとプレイヤーポイント（得点ランキング）がある。各試合ごとにポイントが計算され年間の試合を通して加算されて年間の順位が決定される。
チームポイント
各ステージ毎に
- 優勝チーム 6ポイント
- 準優勝チーム 4ポイント
- 準決勝進出チーム 2ポイント
- トップリーグ残留チーム 1ポイント

が該当するチームに与えられる。シーズンの最終戦終了時に合計ポイントの最も高かったチームが初代年間王者に輝く。尚、合計ポイントが同点になった場合には得失点差、総得点差、抽選によって順位が決まる。なお、リーグスタート時は各ステージ毎に優勝チームが5ポイント、準優勝チームが3ポイント、準決勝進出チームが1ポイントを加算していくことになっていたが、2006年4月（4thステージ開催前）に獲得ポイントの改正が行われ、1stステージまでさかのぼって上位チームが獲得するポイントの引き上げやトップリーグ残留チームにもポイントが与えられている。
プレイヤーポイント
得点王、MVP（最優秀選手）、MIP（もっとも印象に残った選手）、ベスト5選手等が選出された。なお、得点王はトップリーグでの得点のみがカウントされることになっている。
歴代決勝戦
| ステージ数         | 実施日               | 会場                       | 優勝チーム            | 決勝スコア | 準優勝チーム          |
| ------------------ | -------------------- | -------------------------- | --------------------- | ---------- | --------------------- |
| 1stステージ        | 2005年12月15日（木） | 駒沢オリンピック公園体育館 | carezza               | 1-0        | ASAI RED ROSE         |
| 2ndステージ        | 2006年2月23日（木）  | 駒沢オリンピック公園体育館 | Gatas Brilhantes H.P. | 0-0(PK5-4) | TEAM dream            |
| 3rdステージ        | 2006年4月6日（木）   | 愛知県体育館               | TEAM dream            | 2-1        | carezza               |
| 4thステージ        | 2006年5月11日（木）  | 国立代々木競技場第一体育館 | TEAM dream            | 4-2        | Gatas Brilhantes H.P. |
| 5thステージ        | 2006年10月17日（火） | 有明コロシアム             | FANTASISTA            | 0-0(PK3-2) | YOTSUYA CLOVERS       |
| ファイナルステージ | 2006年11月30日（木） | 有明コロシアム             | XANADU loves NHC      | 0-0(PK2-1) | Gatas Brilhantes H.P. |

### チーム成績・獲得ポイント
最終結果
| 順位 | チーム                | 1st 駒沢        | 2nd 駒沢        | 3rd 名古屋      | 4th 代々木      | 5th 有明        | FINAL 有明      | 累計ポイント | 総得点 | 総失点 | 得失点差 |
| ---- | --------------------- | --------------- | --------------- | --------------- | --------------- | --------------- | --------------- | ------------ | ------ | ------ | -------- |
| 1位  | TEAM dream            | トップ残留・1   | 準優勝・4       | 優勝・6         | 優勝・6         | トップ残留・1   | 準決勝進出・2   | 20           | 20     | 9      | 11       |
| 2位  | Gatas Brilhantes H.P. | 準決勝進出・2   | 優勝・6         | 準決勝進出・2   | 準優勝・4       | 準決勝進出・2   | 準優勝・4       | 20           | 13     | 10     | 3        |
| 3位  | carezza               | 優勝・6         | 準決勝進出・2   | 準優勝・4       | トップ残留・1   | 準決勝進出・2   | トップ残留・1   | 16           | 10     | 8      | 2        |
| 4位  | XANADU loves NHC      | 準決勝進出・2   | トップ残留・1   | トップ残留・1   | リザーブ降格・0 | トップ昇格・0   | 優勝・6         | 10           | 5      | 5      | 0        |
| 5位  | FANTASISTA            | リザーブ残留・0 | トップ昇格・0   | リザーブ降格・0 | トップ昇格・0   | 優勝・6         | 準決勝進出・2   | 8            | 2      | 1      | 1        |
| 6位  | YOTSUYA CLOVERS       | リザーブ降格・0 | リザーブ残留・0 | トップ昇格・0   | 準決勝進出・2   | 準優勝・4       | トップ残留・1   | 7            | 2      | 3      | -1       |
| 7位  | ASAI RED ROSE         | 準優勝・4       | リザーブ降格・0 | トップ昇格・0   | 準決勝進出・2   | リザーブ降格・0 | リザーブ残留・0 | 6            | 5      | 6      | -1       |
| 8位  | ミスマガジン          | トップ残留・1   | 準決勝進出・2   | 準決勝進出・2   | トップ残留・1   | リザーブ降格・0 | リザーブ残留・0 | 6            | 7      | 12     | -5       |
| 9位  | 蹴竹G                 | トップ昇格・0   | トップ残留・1   | トップ残留・1   | リザーブ降格・0 | トップ昇格・0   | リザーブ降格・0 | 2            | 3      | 12     | -9       |
| 10位 | 南葛YJシューターズ    | トップ昇格・0   | リザーブ降格・0 | リザーブ残留・0 | トップ昇格・0   | トップ残留・1   | リザーブ降格・0 | 1            | 1      | 2      | -1       |
| 11位 | chakuchaku J.b        | リザーブ降格・0 | トップ昇格・0   | リザーブ降格・0 | リザーブ残留・0 | リザーブ残留・0 | リザーブ残留・0 | 0            | 1      | 1      | 0        |

### プレイヤーポイント（得点ランキング）
最終結果
| 順位 | 選手名       | 所属チーム            | 1stステージ | 2ndステージ | 3rdステージ | 4thステージ | 5thステージ | ファイナルステージ | 得点数 |
| ---- | ------------ | --------------------- | ----------- | ----------- | ----------- | ----------- | ----------- | ------------------ | ------ |
| 1位  | 是永美記     | Gatas Brilhantes H.P. | 2           | 3           | 1           | 3           | 0           | 0                  | 9      |
| 2位  | 宇津木めぐみ | TEAM dream            | 0           | 2           | 2           | 3           | 1           | 0                  | 8      |
| 3位  | 溝口麻衣     | ミスマガジン          | 0           | 1           | 3           | 1           | 1           | 0                  | 6      |
| 4位  | 阿部絵里恵   | TEAM dream            | 0           | 0           | 2           | 1           | 2           | 0                  | 5      |
| 5位  | 山口百恵     | ASAI RED ROSE         | 2           | 1           | 0           | 1           | 0           | 0                  | 4      |
| 6位  | 高本彩       | TEAM dream            | 0           | 1           | 0           | 1           | 0           | 1                  | 3      |
| 7位  | 小島くるみ   | carezza               | 0           | 0           | 2           | 0           | 0           | 0                  | 2      |
| 同   | 松永涼子     | TEAM dream            | 0           | 0           | 0           | 2           | 0           | 0                  | 2      |
| 同   | あさみ       | Gatas Brilhantes H.P. | 0           | 0           | 0           | 2           | 0           | 0                  | 2      |
| 同   | 長谷川桃     | carezza               | 1           | 0           | 0           | 0           | 0           | 1                  | 2      |
| 同   | MANAMI       | XANADU loves NHC      | 1           | 0           | 0           | 0           | 0           | 1                  | 2      |
| 同   | 仁藤優子     | XANADU loves NHC      | 0           | 0           | 1           | 0           | 0           | 1                  | 2      |
| 13位 | 14名         |                       |             |             |             |             |             | 1                  |        |

### 表彰選手
「SPHERE LEAGUE Award 2006」が、2006年12月15日（金）にフジテレビ22階にあるフォーラム（HOT☆FANTASY ODAIBA）で開催され、シリーズチャンピオンチーム (TEAM dream) と、個人の活躍・印象に残った選手が表彰された。関係者以外に、抽選で選ばれたファンも招待された。
選出対象はシーズン終了時の選手のみ。
MVPの審査には審査委員会のほか参加12チーム（当時）の監督も参加した。
MIPとベスト5は試合会場と携帯電話でのサポーター投票による。なお、MIPはMost Impressive Player（〜 Improved 〜 ではない）の略で、MVPに準ずる賞的なあつかいである。
- MVP 小島くるみ（carezza）
- MIP 吉澤ひとみ（Gatas Brilhantes H.P.）
- 得点王 是永美記（Gatas Brilhantes H.P.）
- 最優秀監督賞 長州小力（TEAM dream）
- ベスト5
  - ベストビフォ 藤本美貴 （Gatas Brilhantes H.P.）
  - ベストアラ 是永美記 (同)、吉澤ひとみ (同)
  - ベストフィクソ 里田まい (同)
  - ベストゴレイロ 辻希美 (同)
- ベストパフォーマンス賞
MANAMI（XANADU loves NHC）、三宅梢子（chakuchaku J.b）、青谷優衣（FANTASISTA）、中村摂（蹴竹G）、伊藤雅子（YOTSUYA CLOVERS）、松原渓（南葛YJシューターズ）、時東ぁみ（ミスマガジン）、あさみ（Gatas Brilhantes H.P.）
- ベストゴール賞
宇津木めぐみ（TEAM dream）、阿部絵里恵（同）、溝口麻衣（ミスマガジン）、山口百恵（ASAI RED ROSE）
- ニューヒロイン賞
高本彩（TEAM dream）、赤坂さなえ（carezza）、佐々木蓮（FANTASISTA）、松本美佳里（XANADU loves NHC）、中村真弓（同）、斉藤リコ（YOTSUYA CLOVERS）
- 功労賞
あさみ (Gatas Brilhantes H.P.）、みうな (同)

## グッドウィルカップ
年間を通して獲得ポイントを争う「すかいらーくグループシリーズ」とは別に行われた大会である。
主催・後援・協賛組織
- 主催
  - （財）東京都サッカー協会
  - スフィアリーグ事務局
- 後援
  - （財）日本サッカー協会
- 特別協賛
  - （株）グッドウィル

### 第1回
この大会からTeam Goodが初参戦し、12チームが参加した。
試合方法
参加12チームが3チームごとの4グループに分かれて総当たりの予選リーグを行い、勝ち点方式（勝利3点、引き分け1点）により順位を決定。各グループ上位2チームが決勝トーナメントに進出できる。試合時間は予選リーグ・決勝トーナメントとも前半12分、ハーフタイム3分、後半12分のランニングタイムになり、先述のすかいらーくグループシリーズより長く時間を取っている。なお、決勝トーナメントにおいて同点の場合は5分間の延長戦を行う。それでも勝敗が決しない場合、さらに5分間の再延長戦を行う。再延長戦でも勝敗が決しない場合、各チーム3名によるPK戦を行う。但し、勝敗が決しない場合は、以後サドンデスとし、勝敗が決するまでこれを行う。
大会結果
- 予選リーグ・グループA・B

日時 2006年7月6日（木）
会場 駒沢オリンピック公園屋内球技場
参加チーム
グループA carezza、YOTSUYA CLOVERS、XANADU loves NHC
→1位・YOTSUYA CLOVERS、2位・XANADU loves NHCが決勝トーナメントへ
グループB Team Good、chakuchaku J.b、Gatas Brilhantes H.P.
→1位・Gatas Brilhantes H.P.、2位・chakuchaku J.bが決勝トーナメントへ
- 予選リーグ・グループC・D

日時 2006年7月7日（金）
会場 駒沢オリンピック公園屋内球技場
参加チーム
グループC ASAI RED ROSE、蹴竹G、TEAM dream
→1位・ASAI RED ROSE、2位・蹴竹Gが決勝トーナメントへ
グループD ミスマガジン、FANTASISTA、南葛YJシューターズ
→1位・FANTASISTA、2位・南葛YJシューターズが決勝トーナメントへ
- 決勝トーナメント

日時 2006年7月13日（木）
会場 駒沢オリンピック公園体育館
- - 優勝 蹴竹G（芸能人女子フットサル公式戦では5チーム目の優勝チームに）
  - 準優勝 chakuchaku J.b
  - 準決勝進出 XANADU loves NHC・南葛YJシューターズ

## 「お台場冒険王」フットサル大会
スフィアリーグのスタート前である2004年8月14日〜15日に「女子フットサル公式戦お台場カップ」、2005年8月6日〜30日に「お台場冒険王2005女子フットサル公式戦すかいらーくグループ 冒険王リーグ」として毎年夏に「お台場冒険王」のフットサルスタジアムにおいて行われてきた芸能人女子フットサル大会が2006年はスフィアリーグの元で「すかいらーくグループリーグ in お台場冒険王“真夏の女王”決定戦」として行われた。またこのほかに各チームによる公開練習等のファンとの交流イベントやすかいらーくグループスーパーチャレンジCUP（後述）も行われた。
出場チーム
スフィアリーグスタート時から参加している11チームと第1回グッドウィルカップから参加しているTeam Good、さらにリトルガッタスとカントリー娘。のメンバーによる混成チーム「MIX Gatas」、FANTASISTAの姉妹チーム「FANTASISTERS」、オスカープロモーション所属の「表参道BEAUTY」、めざましテレビ所属の「サンバガールズ」、以上の16チームのところが都合によりFANTASISTERSが欠場。最終的には15チームが出場した。
大会のシステム
参加15チームを6つの予選リーグに振り分けグループごとに各1日の予選大会を全6日間実施する。複数の予選グループに参加するチームもある。グループは各5チーム（グループBは4チーム）が総当りで戦い、各グループ1位チームによる決勝大会を行い優勝チームが決定する。
なお、グループD、E、Fでは2試合が中止。4チームが3試合戦い、1チームのみ4試合という形式で行われた。4試合を行ったチームは試合数が多く、有利にならないように勝ち点を3/4になるように調整された（※）。

### 予選グループのチーム分け・日程・大会結果
- 予選グループA（2006年7月17日、月）

1位 TEAM dream 3勝0敗1分 勝点10
2位 XANADU loves NHC 2勝0敗2分 勝点8
3位 chakuchaku J.b 2勝1敗1分 勝点7
4位 ASAI RED ROSE 1勝3敗 勝点3
5位 表参道BEAUTY 0勝4敗 勝点0
→Team dreamが決勝進出
- 予選グループB（2006年7月29日、土）

1位 XANADU loves NHC 2勝0敗1分 勝点7 得失点差7
2位 YOTSUYA CLOVERS 2勝0敗1分 勝点7 得失点差5
3位 ASAI RED ROSE 1勝2敗 勝点3
4位 表参道BEAUTY 0勝3敗 勝点0
→XANADU loves NHCが決勝進出
※Team Goodは都合により欠場
- 予選グループC（2006年8月7日、月）

1位 XANADU loves NHC 4勝0敗 勝点12
2位 chakuchaku J.b 3勝1敗 勝点9
3位 carezza 1勝2敗1分 勝点4 得失点差12
4位 MIX Gatas 1勝2敗1分 勝点4 得失点差-2
5位 サンバガールズ 0勝4敗 勝点0
→1位のXANADU loves NHCは予選グループBで決勝進出を決めているため2位のchakuchaku J.bが繰り上げ決勝進出
- 予選グループD（2006年8月22日、火）

1位 FANTASISTA 3勝0敗1分 勝点7.5※
2位 YOTSUYA CLOVERS 2勝1敗 勝点6
3位 表参道BEAUTY 1勝2敗 勝点3 得失点差-1 総得点2 対ミスマガジン戦1-0
4位 ミスマガジン 1勝2敗 勝点3 得失点差-1 総得点2 対表参道BEAUTY戦0-1
5位 MIX Gatas 0勝2敗1分 勝点1
→FANTASISTAが決勝進出
- 予選グループE（2006年8月29日、火）

1位 FANTASISTA 3勝0敗 勝点9
2位 南葛YJシューターズ 1勝1敗1分 勝点4 得失点差±0 総得点3
3位 Gatas Brilhantes H.P. 1勝1敗1分 勝点4 得失点差±0 総得点2
4位 Team Good 1勝1敗2分 勝点3.75※
5位 サンバガールズ 0勝3敗 勝点0
→1位のFANTASISTAは予選グループDで決勝進出を決めているため2位の南葛YJシューターズが繰り上げ決勝進出
- 予選グループF（2006年8月30日、水）

1位 carezza 3勝0敗 勝点9
2位 蹴竹G 2勝1敗1分 勝点5.25※
3位 表参道BEAUTY 1勝1敗1分 勝点4
4位 Gatas Brilhantes H.P. 1勝2敗 勝点3
5位 サンバガールズ 0勝3敗 勝点0
→carezzaが決勝進出
- 決勝大会の組み合わせと結果（2006年8月31日、木）

第1試合 TEAM dream 0-1 FANTASISTA
→FANTASISTAが決勝リーグ進出
第2試合 XANADU loves NHC 0-1 南葛YJシューターズ
→南葛YJシューターズが決勝リーグ進出
第3試合 chakuchaku J.b 0-0(PK1-2)carezza
→carezzaが決勝リーグ進出
決勝リーグ
第1試合 FANTASISTA 1-0 南葛YJシューターズ
第2試合 FANTASISTA 1-0 carezza
第3試合 carezza 0-0(PK3-1)南葛YJシューターズ
優勝：FANTASISTA（芸能人女子フットサル公式戦では6チーム目の優勝チームに）
準優勝：carezza
第3位：南葛YJシューターズ

## エキジビションマッチ
スフィアリーグが第8回関東フットサルリーグオフィシャルサポーターに就任したことにより実施された。
- 正式イベント名 「すかいらーくグループ」プレゼンツ2006関東リーグオフィシャルサポーター「スフィアリーグ」エキジビションマッチ
- 日時 2006年8月5日（日）
- 会場 駒沢体育館
- 時間 関東フットサルリーグ第6節の第2試合と第3試合の間に開催
- 出場 carezzaとFANTASISTA
- その他 エキジビションマッチ後の関東リーグの公式戦第3試合の「選手コール」と「ピッチサイドリポート」、およびオフィシャルサポーターとして観客席からの試合観戦も実施された。

## グッズ
- DVD「スフィアリーグ公式 フットサル基礎トレーニング」（2006年5月24日発売、hachama HKBN-10006）

## 試合中継
トップリーグの全試合、並びにグッドウィルカップ決勝トーナメントをCS放送のフジテレビ739が放送した（会場から生中継の場合もあった）。
- 解説
  - 水内猛（元サッカー選手、スポーツキャスター 2005〜2006シーズン 1st〜4th,FINALステージ、グッドウィルカップ）
  - マリーニョ（元フットサル日本代表監督、前FANTASISTA監督 同 5thステージ）
- 実況（いずれもフジテレビアナウンサー）
  - 青嶋達也（2005〜2006シーズン ALL STAGE）
  - 佐野瑞樹（同 1st〜3rd,5thステージ、グッドウィルカップ、アワード）
  - 福永一茂（同 4th,FINALステージ、グッドウィルカップ）
- リポーター（いずれもフジテレビアナウンサー）
  - 石本沙織（2005〜2006シーズン 1st,2nd,4th〜FINALステージ、グッドウィルカップ、アワード）
  - 藤村さおり（同 3rdステージ）

このシーズンの解説&実況・リポーターの出番を表にしてみると
| 解説&実況・リポーター | 1st 駒沢 | 2nd 駒沢 | 3rd 名古屋 | 4th 東京 | GWC 駒沢 | 5th 有明 | Final 有明 | Award お台場 |
| --------------------- | -------- | -------- | ---------- | -------- | -------- | -------- | ---------- | ------------ |
| 水内猛                | ○        | ○        | ○          | ○        | ○        | -        | ○          | -            |
| マリーニョ            | -        | -        | -          | -        | -        | ○        | -          | -            |
| 青嶋達也              | ○        | ○        | ○          | ○        | -        | ○        | ○          | -            |
| 佐野瑞樹              | ○        | ○        | ○          | -        | ○        | ○        | -          | ○            |
| 福永一茂              | -        | -        | -          | ○        | ○        | -        | ○          | -            |
| 石本沙織              | ○        | ○        | -          | ○        | ○        | ○        | ○          | ○            |
| 藤村さおり            | -        | -        | ○          | -        | -        | -        | -          | -            |

ダイジェスト
- 2005年11月から2006年9月までBS放送のBSフジで「KICK IN! GAROTAS フットサルTV」を放送していた。
- 2006年4月より首都圏のみだが地上波のフジテレビでも「恋するフットサル」が放送していたが、2007年3月をもって終了した。

## すかいらーくグループ チャレンジCUP
スフィアリーグ参加の各チームから選ばれた選手で構成された「スフィアリーグ選抜チーム」が一般のチームと対戦する大会である。
また、2006年8月に行なわれた「同グループスーパーチャレンジCUP」と同年12月に行われた「同グループチャレンジCUPチャンピオン大会」についてもここで触れる。
第1回
- 日時 2006年2月12日（日）
- 会場 ららぽーとフットサルガーデン（千葉県船橋市）
- 結果 優勝チームはFCロヴェッシャータでスフィアリーグ選抜チームは準優勝
- 選抜チーム参加メンバー 小島くるみ（キャプテン・carazza）、井本操(carezza)、是永美記(Gatas Brilhantes H.P.)、安田美香(XANADU loves NHC)、三宅梢子★(chakuchaku J.b)、庄子知美(chakuchaku J.b)、丸山葵(FANTASISTA)、高本彩(TEAM dream)、宇津木めぐみ(TEAM dream)、松原渓（南葛YJシューターズ）、伊藤雅子★(YOTSUYA CLOVERS)、山口百恵(ASAI RED ROSE)、中村摂（蹴竹G）

★はゴレイロ
第2回
- 日時 2006年4月16日（日）
- 会場 品川スポーツヒルズ 銀座deフットサル 大崎スタジアム（東京都品川区）
- 結果 優勝チームはAS☆OTTA KOOGEIで準優勝はラガッツァ、スフィアリーグ選抜チームは準々決勝進出
- 選抜チーム参加メンバー 1 三宅梢子★(chakuchaku J.b)、2 小島くるみ（キャプテン・carezza）、4 高本彩(TEAM dream)、5 松原渓（南葛YJシューターズ）、6 長谷川桃(carezza)、7 是永美記(Gatas Brilhantes H.P.)、8 佐々木蓮(FANTASISTA)、9 郡司あやの(chakuchaku J.b)、10 庄子知美(chakuchaku J.b)、14 丸山葵(FANTASISTA)、22 伊藤雅子★(YOTSUYA CLOVERS)、23 中村摂（蹴竹G）

★はゴレイロ
第3回
- 日時 2006年6月18日（日）
- 会場 品川スポーツヒルズ 銀座deフットサル 大崎スタジアム
- 結果 スフィアリーグ選抜チームは優勝、準優勝はMARTE$1575
- 選抜チーム参加メンバー 1 赤坂さなえ★(carezza)、2 小島くるみ（キャプテン・carezza）、3 佐々木蓮(FANTASISTA)、4 高本彩(TEAM dream)、5 松原渓（南葛YJシューターズ）、7 是永美記(Gatas Brilhantes H.P.)、8 山口百恵(ASAI RED ROSE)、10 庄子知美(chakuchaku J.b)、17 富田麻帆(carezza)、18 山本早織(chakuchaku J.b)、20 宇津木めぐみ(TEAM dream)（欠場）、22 伊藤雅子★(YOTSUYA CLOVERS)、23 中村摂（蹴竹G）

★はゴレイロ
第4回
- 日時 2006年11月12日（日）
- 会場 品川スポーツヒルズ 銀座deフットサル 大崎スタジアム
- 結果 優勝チームはF.C.FALXでスフィアリーグ選抜チームは準優勝
- 選抜チーム参加メンバー 1 三宅梢子★(chakuchaku J.b)、2 小島くるみ（キャプテン・carezza）、3 佐々木蓮(FANTASISTA)、4 高本彩(TEAM dream)、5 松原渓（南葛YJシューターズ）、9 中島麻未(TEAM dream)、10 庄子知美(chakuchaku J.b)、14 丸居沙矢香(chakuchaku J.b)、15 阪本麻美（南葛YJシューターズ）、16 田代さやか(XANADU loves NHC)、20 鈴木彩★(FANTASISTA)、23 中村摂（蹴竹G）

★はゴレイロ
スーパーチャレンジCUP
- 会場 お台場冒険王2006（→オフィシャルサイト）冒険ランド内 すかいらーくグループ スタジアム&カフェ（東京都港区）

第1回
- 日時 2006年8月10日（木）
- 結果 優勝チームはひと夏の思い出で準優勝はすてぃ〜ち、スフィアリーグ選抜チームは予選敗退
- 選抜チーム参加メンバー 1 赤坂さなえ★(carezza)、3 阿部絵里恵(TEAM dream)、4 高本彩(TEAM dream)、5 中島麻未(TEAM dream)、8 あさみ(Gatas Brilhantes H.P.)、9 里田まい(Gatas Brilhantes H.P.)、10 みうな(Gatas Brilhantes H.P.)、11 井本操(carezza)、13 青山愛子(chakuchaku J.b)、15 阪本麻美（南葛YJシューターズ）、18 山本早織(chakuchaku J.b)、20 橘佳奈★(TEAM dream)、23 中村摂（キャプテン・蹴竹G）

★はゴレイロ
- 決勝戦前にはスフィアリーグ選抜による紅白戦も行われた。

第2回
- 日時 2006年8月16日（水）
- 結果 スフィアリーグ選抜チームは優勝、準優勝はぴよっち
- 選抜チーム参加メンバー 1 赤坂さなえ★(carezza)、2 小島くるみ（キャプテン・carezza）、5 マッキー(ASAI RED ROSE)、6 長谷川桃(carezza)、7 是永美記(Gatas Brilhantes H.P.)、8 青山愛子(chakuchaku J.b)、11 西田美歩（ミスマガジン）、15 阪本麻美（南葛YJシューターズ）、16 田代さやか(XANADU loves NHC)、17 富田麻帆(carezza)、18 山本早織(chakuchaku J.b)、22 伊藤雅子★(YOTSUYA CLOVERS)、23 中村摂（蹴竹G）

★はゴレイロ
第3回
- 日時 2006年8月27日（日）
- 結果 優勝チームは大砂土NORTEで準優勝は平和FC、スフィアリーグ選抜チームは準決勝進出
- 選抜チーム参加メンバー 1 赤坂さなえ★(carezza)、5 マッキー(ASAI RED ROSE)、6 長谷川桃(carrezza)、8 青山愛子(chaku chaku J.b)、9 立花彩野（ミスマガジン）、10 庄子知美(chaku chaku J.b)、11 西田美歩（ミスマガジン）、14 丸山葵(FANTASISTA)、15 阪本麻美（南葛YJシューターズ）、17 富田麻帆(carezza)、22 伊藤雅子★(YOTSUYA CLOVERS)、23 中村摂（蹴竹G）

★はゴレイロ
- また、この日は女子サッカー&フットサル普及の支援というスフィアリーグの考えのもとで、国立霞ヶ丘競技場陸上競技場で行われた「mocなでしこリーグオールスター2006」の試合を、スフィアリーグ所属選手の一部が観戦している。

チャレンジCUP チャンピオン大会
今年度のチャレンジCUP各大会で準優勝以上の成績を収めたチームと第2回スーパーチャレンジCUP第3位のPINK PIG、さらに招待チームのBFC-KOWAにスフィアリーグ選抜を加えた12チームで争われた。
- 日時 2006年12月23日（土・祝）
- 会場 品川スポーツヒルズ 銀座deフットサル 大崎スタジアム
- 出場チーム

FCロヴェッシャータ（第1回大会優勝）
AS☆OTTA（AS☆OTTA KOOGEI改め・第2回大会優勝）
ラガッツァFC（ラガッツァ改め・第2回大会準優勝）
MARTE$1575（第3回大会準優勝）
過ぎ去りし夏の思い出（ひと夏の思い出改め・第1回スーパーチャレンジCUP優勝）
すてぃ〜っち（すてぃ〜ち改め・第1回スーパーチャレンジCUP準優勝）
PINK PIG（第2回スーパーチャレンジCUP3位）
大砂土NORTE（第3回スーパーチャレンジCUP優勝）
平和FC（第3回スーパーチャレンジCUP準優勝）
F.C.FALX（第4回大会優勝）
BFC-KOWA（招待チーム）
スフィアリーグ選抜
- 結果

優勝 FCロベッシャータ
準優勝 AS☆OTTA
3位 過ぎ去りし夏の思い出
スフィアリーグ選抜チームは準々決勝進出
- 選抜チーム参加メンバー 1 三宅梢子★（chaku chaku J.b）、2 小島くるみ（carezza）、5 松原渓（南葛YJシューターズ）、7 是永美記（Gatas Brilhantes H.P.）、8 山口百恵（ASAI RED ROSE）、10 庄子知美（chaku chaku J.b）、11 宇津木めぐみ（TEAM Dream）、15 阪本麻美（南葛YJシューターズ）、16 田代さやか（XANADU loves NHC）、17 富田真帆（carezza）、20 赤坂さなえ★（carezza）、22 伊藤雅子★（YOTSUYA CLOVERS）、23 中村摂（蹴竹G）

★はゴレイロ